# 23617 Дюна
23617 Дюна  (23617 Duna) — астероїд головного поясу, відкритий 17 квітня 1996 року.
Тіссеранів параметр щодо Юпітера — 3,116.